# Avenue de l'Europe (Osijek)
 (juin 2023).
Si vous disposez d'ouvrages ou d'articles de référence ou si vous connaissez des sites web de qualité traitant du thème abordé ici, merci de compléter l'article en donnant les références utiles à sa vérifiabilité et en les liant à la section « Notes et références ».
Pour les articles homonymes, voir Avenue de l'Europe.
L'Avenue de l'Europe (en croate : Europska avenija) est une rue d'Osijek, capitale de la Slavonie, en Croatie. C'est la rue la plus représentative et peut-être la plus belle d'Osijek, avec son chapelet de bâtiments Art nouveau.

## Description
Osijek est particulièrement célèbre pour son architecture Sécession, un style très populaire dans tout l'ancien Empire austro-hongrois. La magnifique rangée de palais de l'avenue de l'Europe - aujourd'hui principalement utilisés comme bureaux et bâtiments du gouvernement local - a été construite au début du XXe siècle dans le style « Sécession viennoise ». Cependant, le plus grand de ces bâtiments, le Postanska palača, a été construit dans le style « Sécession hongroise ». Dans la même rue, il y a un certain nombre de bâtiments classiques du XIXe siècle, dont le tribunal municipal d'Osijek. De toutes les maisons de cette rue, la plus visitée est sans doute l'ancienne villa Neumann abritant le Musée des Beaux-Arts, riche en peintures et sculptures représentant la région. Certaines des peintures les plus intéressantes sont des portraits de familles nobles slaves des XVIIIe et XIXe siècles et des paysages romantiques de Slavonie et de Baranja, ainsi que des œuvres du fondateur de l'école de dessin d'Osijek Hugo Conrad Von Hötzendorff et Adolf Waldinger.

## Histoire et toponymie
- À la fin du XIXe siècle, cette rue était le prolongement de la rue Kapucinska, avec seulement quelques bâtiments du côté sud de la rue.
- En 1894, le Palais de la Chambre d'économie croate a été construit dans le style historiciste.
- En 1895, la villa Neumann est édifiée en style historiciste, il s'agit du musée des Beaux-Arts de la ville depuis 1964.
- En 1897, le palais Normann, aujourd'hui siège de la Galerie des Beaux-Arts, a été édifié dans le style Renaissance italienne.
- De 1904 à 1906, du côté nord de la rue ont été construits une série de bâtiments Sécession. A cette époque, la rue s'appelait rue Chavrakova (en croate : Chavrakova ulica).
- En 1919, la rue a été renommée rue Aleksandrova (en croate : Aleksandrova ulica), en l'honneur du roi yougoslave Alexandre Ier.
- En 1941, la rue a été rebaptisée Rue Starčević (en croate : Ulica Ante Starčevića), du nom du politicien croate Ante Starčević.
- En 1946, la rue a été rebaptisée Boulevard du généralissime Staline (en croate : Bulevar generalissimusa Staljina), en référence au dictateur soviétique Joseph Staline.
- En 1948, la rue a été rebaptisée Boulevard de l'Armée populaire yougoslave (en croate : Bulevar Jugoslavenske narodne armije), d'après l'Armée populaire yougoslave.
- En 1993, la rue a été rebaptisée Avenue de l'Europe.
- En 2017, un certain nombre de façades de nombreux bâtiments ont été rénovés, y compris le tribunal municipal, en partie grâce à des fonds de l'Union européenne.